# La Unión (Spanien)
La Unión ist eine spanische Stadt in der autonomen Gemeinschaft Murcia im Südosten Spaniens. Sie gehört zur Comarca Campo de Cartagena und zum Gerichtsbezirk von Cartagena.

## Gemeindegliederung und -Grenzen
Die Gemeinde besteht aus:
- der Stadt La Unión im engeren Sinn
- der westlich gelegenen Ortschaft Roche
- dem südlich an der Küste gelegenen Hafenort Portmán

Im Norden, Osten und Westen grenzt La Unión an das Stadtgebiet von Cartagena. Die Meeresküste bildet die südliche Gemeindegrenze.

## Geschichte

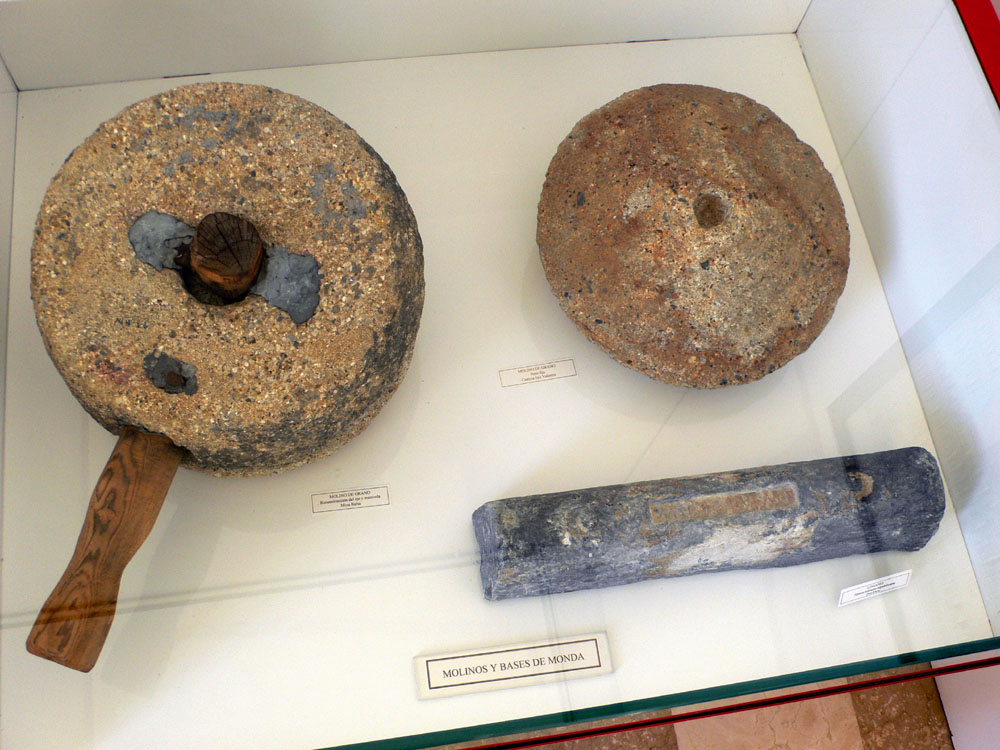
Bergmännisches Werkzeug aus der Römerzeit im Museo Arqueológico de La Unión in Portmán

Die Geschichte von La Unión ist untrennbar verknüpft mit der Geschichte des Bergbaus im angrenzenden Küstengebirge.
Die älteste Siedlung befand sich im Gebiet der Ortschaft Portmán. Der Name leitet sich nicht von einem vermuteten katalanischen oder katalanisierten Namen Port Many ab, sondern von einer aus dem Lateinischen stammenden Bezeichnung Port Mágn oder Port Mán. Vor der katalanischen Epoche, während der arabischen Zeit, trug der Ort die Bezeichnung Burtuman al-Kabir, eine arabische Entsprechung der lateinischen Dialektform Portu Magnu, oder Portus Magnus, großer Hafen. Im Dialekt der Region Murcia wird die Aussprache zu Pormán oder Polmán verschleift.
Im gesamten Gebirgszug findet sich eine Vielzahl archäologischer Fundstellen, die Bergbau zurück bis in prähistorische Zeiten belegen. In den Minen von Carthago Nova wurde Silber, Blei, Eisenerz und Zink geschürft. Über den Hafen von Portmán wurden diese Metalle ins gesamte Imperium Romanum verschifft.
Unter König Alfons X. von Kastilien wurde kraft des Vertrags von Alcaraz von 1243 die Region dem Königreich Kastilien unterworfen.
Im 19. Jahrhundert wurde der Bergbau zu einem einträglichen, sich rasch entwickelnden Wirtschaftszweig. In diesem Umfeld wurde in den Ortschaften Garbanzal, Herrerías und Portmán der Beschluss gefasst, sich aus Cartagena herauszulösen und gemeinsam eine Gemeinde zu schaffen. Am 1. Januar 1860 folgte daraus die Gründung von Villa de El Garbanzal. Portmán diente weiterhin als Bergbauhafen. Bestrebungen der Einwohner von Garbanzal und Herrerías führten dazu, dass im Zuge der spanischen Revolution von 1868 die Gemeinden zusammengeführt und der Name zu La Unión geändert wurde. 1894 wurde La Unión zur Stadt ernannt. Aus Almería, Jaén und Granada wanderte eine beträchtliche Anzahl von Menschen zu, die im Bergbau ihr Auskommen suchten. Daraus ergab sich eine interessante ethno-kulturelle Mischung, die sich unter anderem in einer speziellen Ausprägung des Flamenco, dem sogenannten Cante de las minas, niederschlug, nach dem das jährlich die „Lámpara Minera“ an den besten Interpreten einer „Minera“ vergebende Festival Cante de las Minas de La Unión benannt ist.
Die Arbeit in den Bergwerken war und blieb gefährlich. Die Arbeiter waren rechtlich nicht abgesichert. Ihre Arbeitsbedingungen mit enorm hohen Arbeitszeiten ähnelten der Sklaverei mit niedrigen Löhnen, die der anstrengenden und gefährlichen Arbeit nicht angemessen waren. Der Bergbau verzeichnete unter allen Industriezweigen Spaniens die höchste Rate an tödlichen Unfällen. Die Luft in den Stollen enthielt eine hohe Konzentration von Silikat- und Schwefel-haltigem Staub. Lebens-verkürzende Berufskrankheiten wie die Silikose waren die Folge. Um den Unfallopfern und Kranken zu helfen, wurde das Hospital de Caridad in Portmán gegründet. Der überwiegende Teil des Reichtums, der in den Bergwerken geschürft wurde, kam nicht der Gemeinde La Unión zugute. Mit dem Silber aus ihren Bergwerken wurden beispielsweise der Palacio de Aguirre und das Herrenhaus in der Calle Jabonerías in Cartagena finanziert.
Gegen Ende des 19. Jahrhunderts erreichte die Bevölkerungszahl ihren Höchstwert mit rund 30.000 Einwohnern. Ab 1919 erschöpften sich die Blei- und Silber-Lagerstätten. Nach dem Ersten Weltkrieg sank der Bedarf an Blei, das zuvor in Geschossen verwendet wurde, erheblich. Dies führte zu wirtschaftlichem Niedergang und starker Abwanderung.

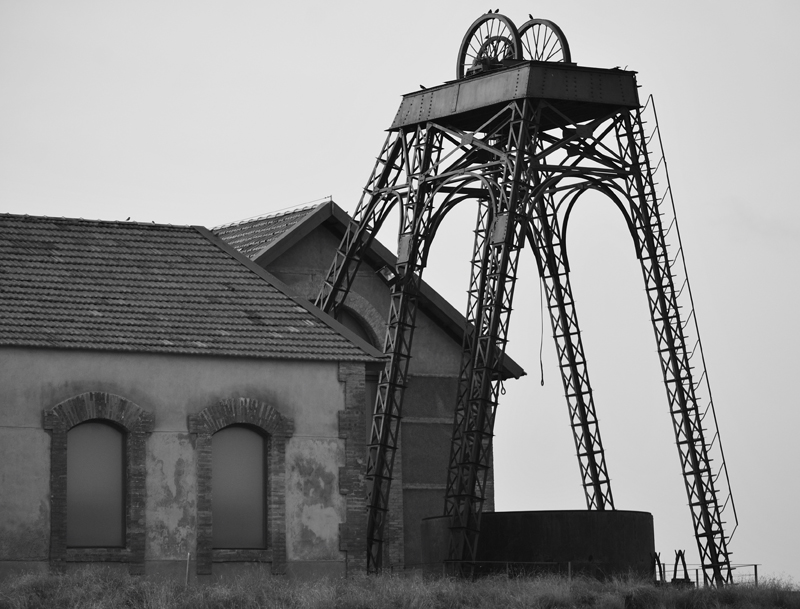
Stillgelegtes Bergwerk in La Unión

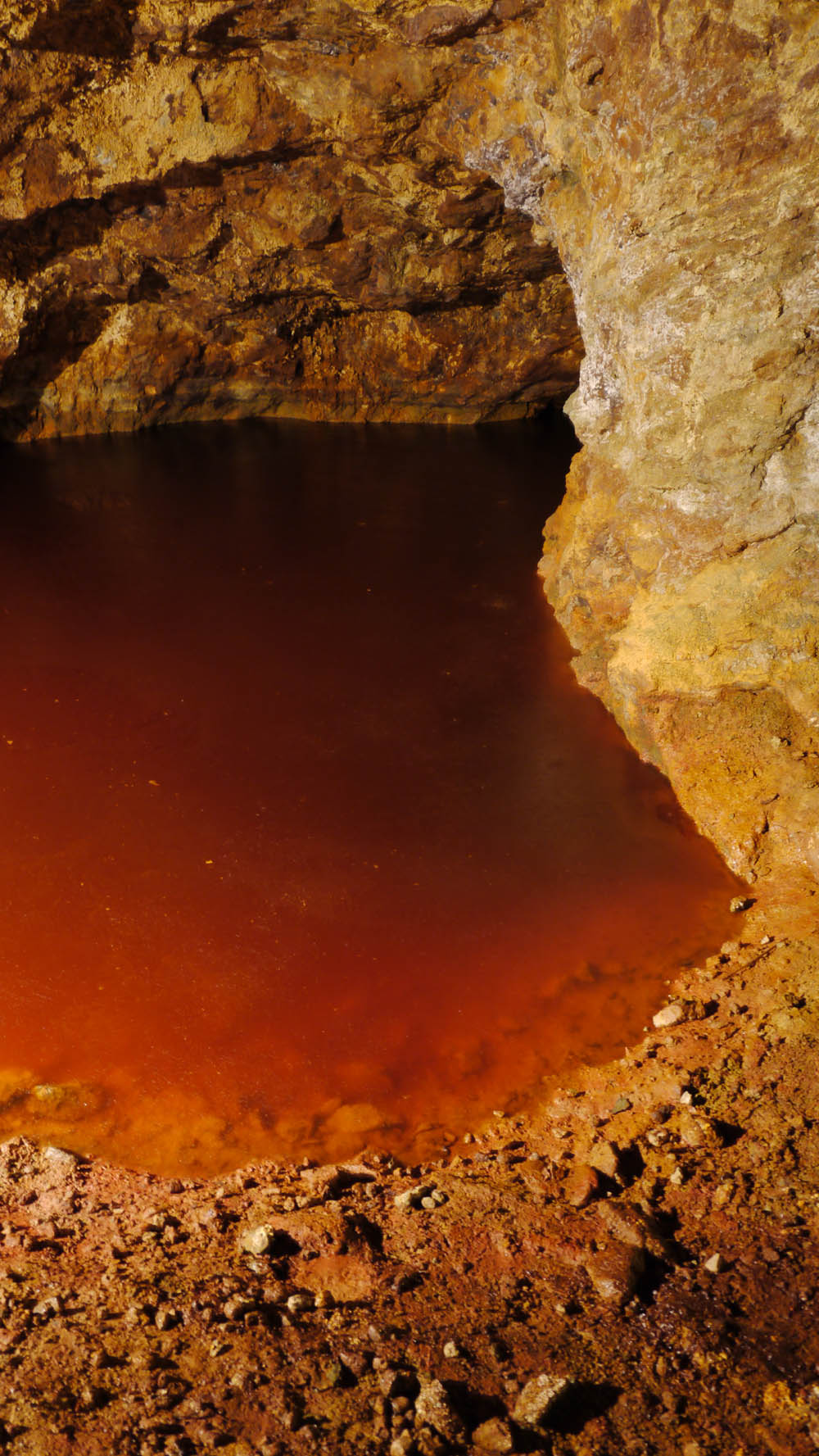
Säuresee in der Mina Agrupa Vicenta

Unwissenheit, Nachlässigkeit und Gewinnstreben führten zum Abriss interessanter Architektur aus dem 19. Jahrhundert. Erhalten blieben Bauwerke wie die alte Markthalle, die Häuser Plazas und Piñon, das alte Telegrafenamt und andere Bauwerke in den Straßen Calle Mayor und Calle Real. 1940 fielen das Rathaus und seine Archive einem Brand zum Opfer. Dies erschwert die Erforschung der Geschichte einer spät auf ihrer Halbinsel gegründeten Gemeinde, die sich zeitgleich mit den Bergbauregionen in Nord- und Südamerika entwickelte.
Die wirtschaftliche Lage besserte sich in den 1950er Jahren. Modernere Technik erlaubte es, die aufgegebenen Bereiche wieder zu erschließen und Hinterlassenschaften der früheren Generation zu nutzen. Erzreste in Abraumhalden wurden erschlossen, und Tagebau wurde möglich. In den 1960er Jahren nahmen die ersten Einwanderer aus Marokko die Arbeit im Bergbau auf. Von 1957 bis 1988 hatte die multinationale Sociedad Minero Metalúrgica de Peñarroya ein Monopol auf die bergmännische Ausbeutung in der Sierra Minera von La Unión. 1988 ging das Monopol in den Besitz der lokalen Gesellschaft Portmán Golf über. Diese strebte an, einen eingeschränkten Bergbaubetrieb mit dem Ausbau des Tourismus in Einklang zu bringen. Mit der endgültigen Schließung der Bergwerke fand 1991 die mehr als 2000-jährige Bergbautradition ihr Ende. Die Lagerstätten waren so weit ausgebeutet, dass der Bergbau sich nicht mehr rentierte. Was blieb, waren die giftigen Hinterlassenschaften. Die Kontamination führte in der Bevölkerung wiederholt zu Protesten, die von Mal zu Mal stärker wurden.

## Wirtschaft und Verkehr
Nach der Aufgabe des Bergbaus wandelte sich La Unión zu einer Trabantenstadt von Cartagena.
Durch ihre Nähe zu den Stränden des Mar Menor profitiert die Stadt vom Tourismus in der Region.
Auf dem Gebiet von La Unión wird Rot- und Weißwein mit der geschützten Herkunftsbezeichnung Vino de la Tierra angebaut – ebenso wie in anderen Gemeinden der Region wie Torre Pacheco, Fuente Álamo, und Cartagena.
Die Stadt ist mit einem Bahnhof und drei Haltestellen an die Bahnlinien der FEVE angebunden und hat damit Anschluss an Llano del Beal und an Cartagena.

## Bevölkerungsentwicklung
Der rückläufige Bergbau führte ab 1900 bis 1940 zu einem Verlust von zwei Dritteln der Bevölkerung. Seit 1940 steigt die Einwohnerzahl tendenziell wieder.
| Einwohner | 30.275 | 30.249 | 24.837 | 11.776 | 10.079 | 10.131 | 11.687 |
|           | 1970   | 1981   | 1991   | 2001   | 2005   | 2006   | 2007   |
| Einwohner | 13.145 | 14.097 | 13.732 | 14.793 | 15.599 | 15.599 | 16.180 |

## Verwaltung
| Periode   | Name                                 | Partei |
| --------- | ------------------------------------ | ------ |
| 1979–1983 | Andrés Martínez Cánovas              | PSOE   |
| 1983–1987 | Andrés Martínez Cánovas              | PSOE   |
| 1987–1991 | Salvador Alcaraz Pérez               | PSOE   |
| 1991–1995 | Salvador Alcaraz Pérez               | PSOE   |
| 1995–1999 | Juan Antonio Sánchez-Castañol Conesa | PP     |
| 1999–2003 | José Manuel Sanes Vargas             | PSOE   |
| 2003–2007 | José Manuel Sanes Vargas             | PSOE   |
| 2007–2011 | Francisco M. Bernabé Pérez           | PP     |
| 2011–2014 | Francisco M. Bernabé Pérez           | PP     |
| 2014–2015 | Julio García Cegarra                 | PP     |
| seit 2015 | Pedro López Milán                    | PSOE   |

## Kultur

### Bildung
In La Unión gibt es zwei Sekundarschulen: Sierra Minera und María Cegarra Salcedo, darüber hinaus eine Reihe von Primarschulen und Vorschulen.

### Sprache
Die Einwanderung andalusischer Bergarbeiter um die Jahrhundertwende 1900 prägte dem Ort Merkmale einer andalusischen Enklave auf. Der örtliche Dialekt ist daher verwandt mit dem östlichen Andalusisch. Katalanische Einsprengsel zeugen von der aragonesischen Herrschaft unter dem Königreich Murcia. Das zeigt sich in Ortsnamen wie Calblanque (Weißes Kap), Calnegre (Schwarzes Kap), Carmolí (Kap von Molí) und El Gorguel.

### Flamenco
La Unión ist ein Zentrum einer besonderen Gattung des Flamenco: der Cantes de las minas mit Bezug zu den in den Bergbauregionen Spaniens entstandenen Flamencostilen, wie sie, etwa in der Calle Mayor im Zentrum von La Unión, in Cafés cantantes dargeboten wurden. Jedes Jahr im August wird auf dem Festival del Cante de las Minas de La Unión die Tradition der Taranta, der Cartagenera, der Minera und anderer Palos des Flamenco wachgehalten. Erstmals fand das Festival Nacional del Cante de las Minas („Nationales Festival des Minengesangs“) 1961 statt und wurde 1980 um einen Gitarrenwettbewerb und 1993 einen Tanzwettbewerb erweitert. Erstklassige Künstler wie El Farruco, Matilde Coral, Mayte Martín, Rocío Márquez, Paco de Lucía, Enrique Morente und Antonio Mairena traten dort auf und gewannen Preise für Tanz, Gesang oder Gitarrenspiel.

### Historische Sehenswürdigkeiten

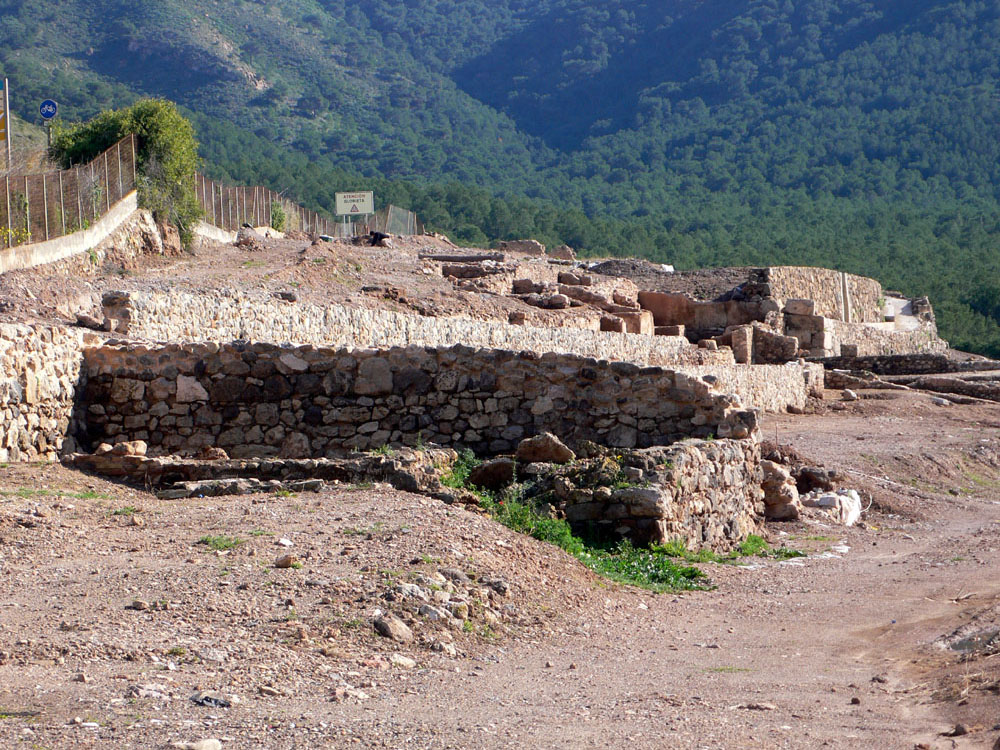
Ausgrabungsstätte Villa del Paturro

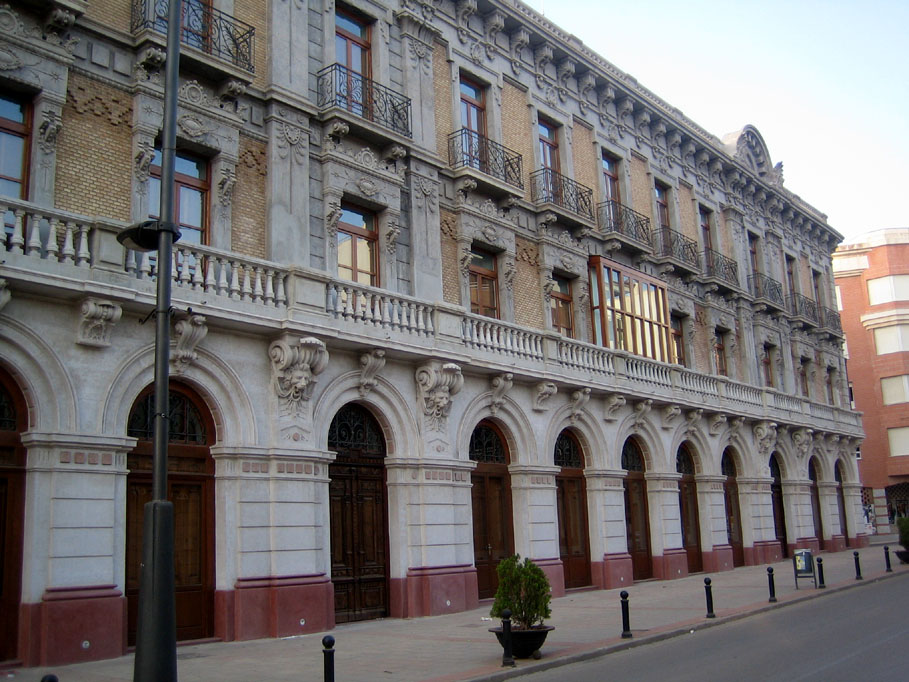
Eklektistische Casa del Piñón

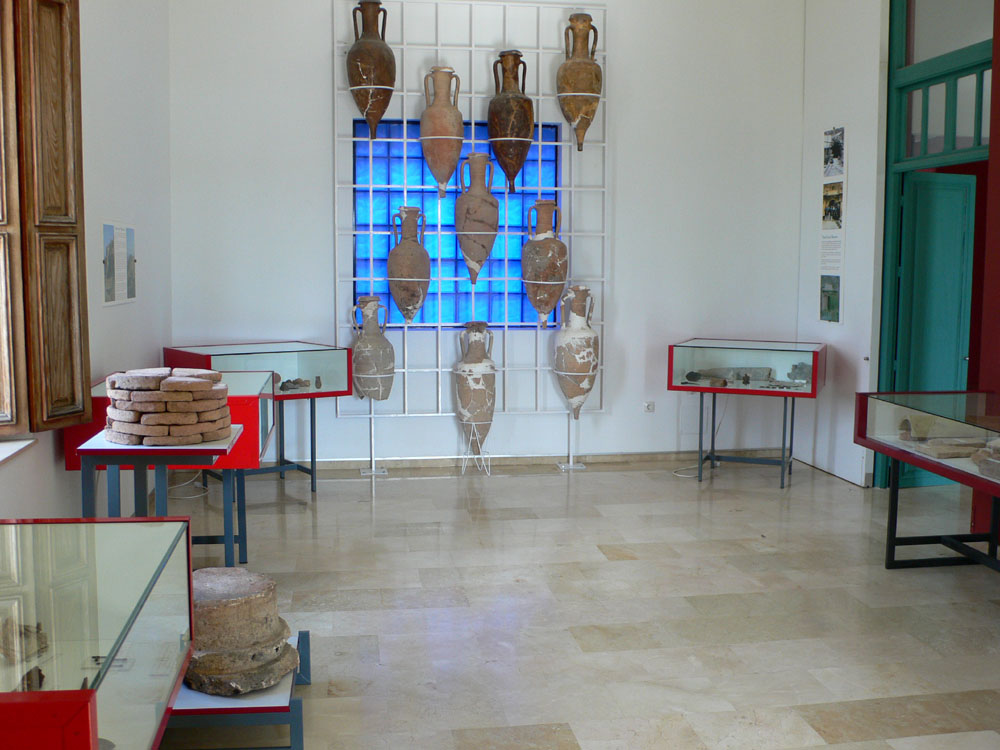
Archäologisches Museum in Portmán

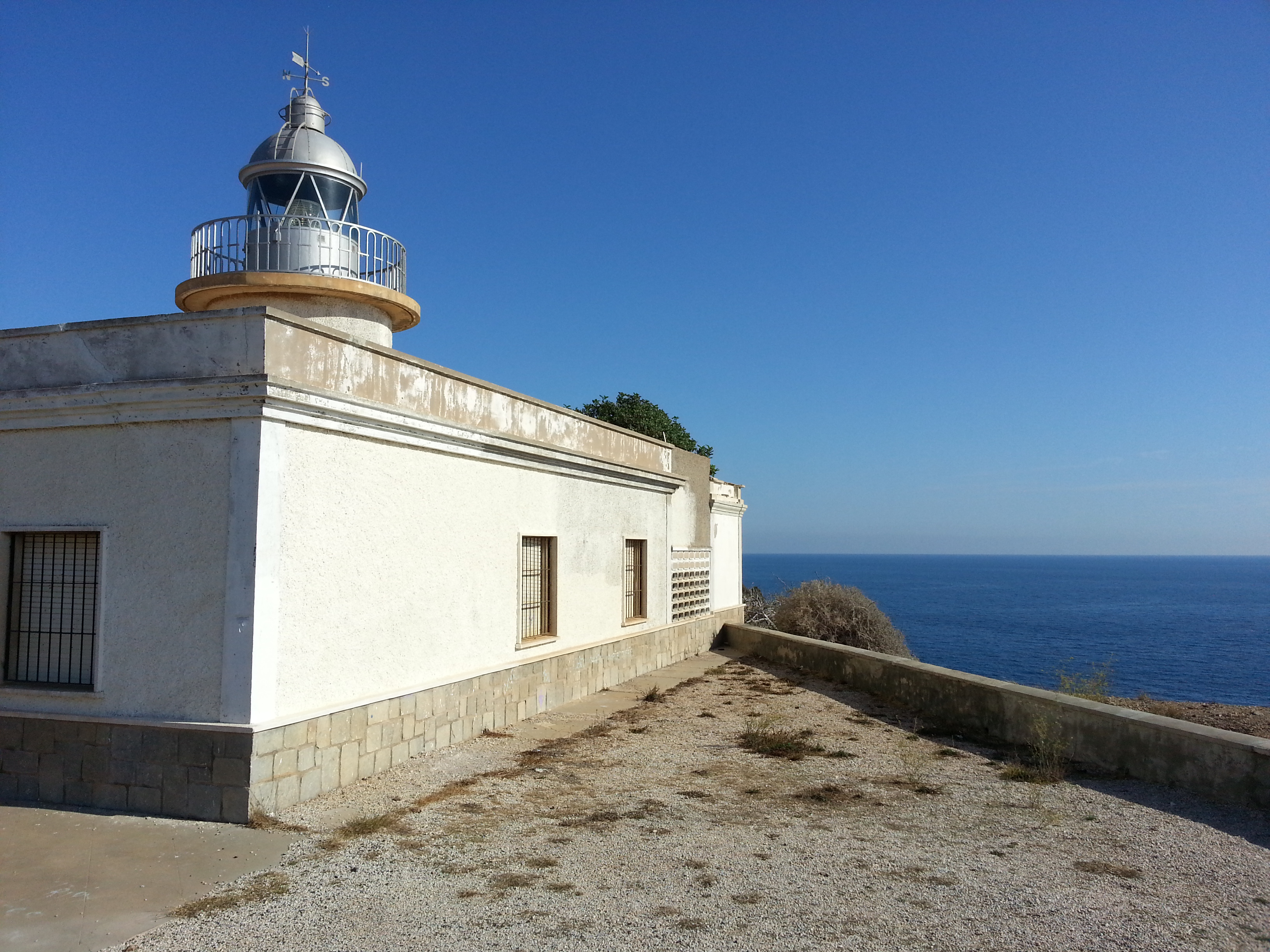
Leuchtturm von Portmán

- Römische Villa del Paturro in Portmán
- Seit 2010 wurde die Mine Agrupa Vicenta zur Besichtigung freigegeben, um dem Publikum die Bedingungen des Bergbaus in der Region nahezubringen.

### Bauwerke
- Alte Markthalle von La Unión, Architekt Víctor Beltrí
- Casa del Piñón, Architekt Pedro Cerdán
- Ruine des Hospital de Sangre, Architekt Carlos Mancha
- Liceo de Obreros (Oberschule der Arbeiter)
- La Cooperativa, Architekt Carlos Mancha Escobar
- Casa Cortés, Architekt Víctor Beltrí
- Altes Hospital de la Caridad in Portmán
- Casa del Tío Lobo in Portmán
- Leuchtturm von Portmán

### Kirchen
- Pfarrkirche Nuestra Señora del Rosario
- Pfarrkirche Nuestra Señora de Los Dolores in Roche
- Pfarrkirche Nuestra Señora de Los Dolores in El Garbanzal

### Museen
- Museo Arqueológico de La Unión in Portmán.
- Museo Minero (Bergbaumuseum)
- Museo Etnológico (Völkerkundemuseum) in Roche.
- Museo de la Semana Santa Minera (Museum der bergmännischen Karwoche)
- Museo del Cante de las Minas

### Örtliche Küche
- Gesalzene Meeräsche
- Gesalzene Makrele mit Tomaten
- Zackenbarsch im Schmortopf
- Fischsuppe
- Sopa de gurullos[13]
- Caracoles chupaeros[14]
- Schweinefilet in Tomatensoße
- Pelotas de pavo (Fleischbällchen vom Truthahn)
- Zicklein aus dem Backofen
- Wurstwaren: Chorizo blanco[15], Longaniza[16], Botifarra, Morcilla, Morcilla mit Reis, Morcón[17]
- Gemüseeintopf
- Michirones (eine Zubereitung von weißen Bohnen) mit Chili
- Kapern
- Österliches Gebäck: Mantecados und Rollicos[18]
- Mostachones[19]
- Crespillos[20]
- Láguena, ein Cocktail aus Wein und Anisschnaps[21]
- Reparo, ein Cocktail aus Wein, Anisschnaps, und Branntwein[21]
- Migas[22] mit Chorizo

### Feste und Feiern
- Festival Internacional del Cante de las Minas im August
- Karwoche
- Feier zu Ehren der Nuestra Señora del Rosario (Rosenkranzfest) im Oktober.
- Volksfest in Roche im Juli und August
- Feier zu Ehren des Apostels Jakobus am 25. Juli.
- Jährliches Fest der Mineralien und Fossilien

## Persönlichkeiten
- Román Sánchez Arias (1871–1949), Sportjournalist und Schriftsteller
- Concha la Peñaranda, genannt La Cartagenera, Flamencosängerin
- Emilia Benito (1880–1962), Flamenco- und Folklore-Sängerin
- Ramón Perelló y Ródenas (1903–1978), Dichter
- Santos Martínez Saura (1909–1997), Schriftsteller, Sekretär des Präsidenten Manuel Azaña
- Asensio Sáez García, Künstlername Ascensio (1923–2007), Dichter, Chronist, Debattierer.
- Juan Pujol Martínez (1883–1967), Dichter, Journalist, Korrespondent im Ersten Weltkrieg, Gründer der Tageszeitung Madrid, franquistischer Politiker
- María Cegarra Salcedo (1903–1993), Professorin der Chemie und Dichterin
- Juan Hernández Giménez (1919–2006), republikanischer Pilot im spanischen Bürgerkrieg